# Generación Beta
| Generaciones sociales de Occidente |
| --- |
| Generación perdida Generación grandiosa Generación silenciosa Baby boomer Generación X Generación Y Generación Z Generación Alfa Generación Beta |

La generación Beta es la cohorte demográfica que sucede a la generación Alfa. Hay muy poca información al respecto de esta nueva generación, pero el demógrafo Mark McCrindle (quien ha acuñado los términos «Generación Alfa» y «Generación Beta») establece que la generación naciente desde mediados de la década de 2020 hasta finales de los 2030 pertenecerá a la misma. La mayoría de los miembros de esta generación serán hijos de zoomers, llamada así por la segunda letra del alfabeto griego. 
Los miembros de esta generación crecerán inmersos en la inteligencia artificial y la automatización. Se prevé que vivirán hasta el siglo XXII.